# Santiago Márquez Zorrilla
Santiago Márquez Zorrilla (Huari, 1897 - Ib., 19 de diciembre de 1981) fue un sacerdote e intelectual peruano

## Biografía
Inició su sacerdocio en 1929, como párroco de San Andrés de Llamellín, reemplazando al Cura Felipe Domínguez. Posteriormente ocupó el cargo de párroco adjunto de Pomabamba, donde se casó en 1939, con la joven María Miranda Sifuentes. En 1944 fue asignado a la parroquia de Chacas y posteriormente a la de Huari, mientras ejercía su sacerdocio, fue elegido alcalde de la provincia de Huari en 1950, un año después ejerció también como alcalde de Chacas a petición de sus ciudadanos. En 1951, tuvo un hijo no reconocido con una joven docente chacasina, el que más adelante sería líder del MRTA, Miguel Rincón Rincón, este suceso desencadenó su retorno a su natal Huari.  Años después, cuando ejercía el cargo de párroco de Huari, se creó, en 1958, la Prelatura Nullius de Huari, a cargo del obispo Marcos Libardoni.
Su trabajo pastoral e intelectual destaca por haber mantenido estrechos lazos con las comunidades campesinas de su jurisdicción, como huarino, se identificó con la historia de su tierra recopilando, toponimias, canciones, leyendas y relatos ancestrales en quechua, de enorme valor histórico, que luego vertió en su libro "Los huaris y conchucos" (1946). Lideró las gestiones de restauración de la imagen de la virgen de la Asunción, patrona de Chacas, luego de que un incendio dañara seriamente la imagen en 1945.

## Publicaciones
Santiago Márquez destacó por sus investigaciones a fondo sobre el pasado del territorio oriental de Áncash llegando a publicar varias obras, de las que destacan: 
- Moral y religión (1943).[4]
- Los huaris y los conchucos (1946). Impreso en Huari; con dos ediciones más en 1965, ampliado con un apéndice: "La maldición del Inca" del folklore de Chacas y "Haynin qayay" de San Luis. Finalmente, en 2000 como edición póstuma auspiciada por la Municipalidad de Huari con el título de la llamada 2.ª edición. En este libro se narra la acometida inca a la zona de Conchucos, a finales del siglo XV. Destaca un relato quechua que fue traducido por el cura en 1940, el relato, con mucha base histórica le fue narrada al sacerdote por un campesino de Chinlla, el campesino tituló a este relato como la "maldición del inca".
- "Catecismo de Huari. Kechwa Castellano" 3.ª edición (1983). Coautor R.P. Sigfrido Plasser Doppler. Publicación impresa en Huari.
- Santo Toribio de Mogrovejo: Apóstol del Perú[5]
- Cancionero colonial. Recopiló canciones en quechua que datan de la época colonial, destaca: Kanmi Dios Kanki.

## Reconocimiento
- Epónimo del IX Encuentro de Escritores y Poetas de Ancash,[6] en la ciudad de Huari, en octubre de 1997.